# 井上富美子
井上富美子（日语：井上 富美子，12月22日—），日本女性配音員、旁白。出身於東京都。

## 簡介
青二Production所屬。學習院大學文學院哲學系、青二塾東京校18期畢業。

## 人物
興趣：唱歌、作彼拉提斯運動、高爾夫。特長：指甲彩繪。
2019年6月20日，於Twitter宣佈與同事美齊津惠友結婚。

## 演出作品

### 電視動畫
2004年
- 戰區88（客機空服員）
- 熱拳本色1（2004年－2010年，志那虎二葉）3系列

2006年
- 花漾明星KIRARIN（女性播報員）
- 銀色的Olynssis（日语：銀色のオリンシス）（人口聲音）

2007年
- 鬼太郎 (第5作)（女性廣播）

2008年
- 新·安琪莉可 Abyss（女學生）

2010年
- （母親）

2011年
- 數碼寶貝合體戰爭（可愛獸媽媽、日冕獸）2系列

2017年
- 動物朋友（阿拉伯大羚羊）

### OVA
2003年
- 聖鬥士星矢 冥王黑帝斯十二宮篇（日语：聖闘士星矢 冥王ハーデス編）（天鵝座冰河〈少年時期〉）

2006年
- 聖鬥士星矢 冥王黑帝斯冥界篇（日语：聖闘士星矢 冥王ハーデス編）（天鷹座 魔鈴）

2008年
- 聖鬥士星矢 冥王黑帝斯極樂世界篇（日语：聖闘士星矢 冥王ハーデス編）（天鷹座 魔鈴）

### 電影動畫
2004年
- 聖鬥士星矢 天界篇 序奏～overture～（幼年時期的鬥馬）

2012年
- 視而不見（日语：みんなのうた放送曲一覧）（千賀子）

### 網路動畫
2005年
- 格鬥天王：另一天（日语：The King of Fighters: Another Day）（蓮欣·利維爾（日语：リアン・ネヴィル））

2019年
- 聖鬥士星矢：黃道十二宮戰士（天鷹座 魔鈴）

### 遊戲
1999年
- 護士物語（成瀨隆美）
- 柏青哥性感反應2（日语：パチンコセクシーリアクション#パチンコセクシーリアクション2）（夏子）
- 神奇傳說：遠征奧德賽（梅）

2001年
- 精靈之道（菲伊）

2002年
- 英雄戰記DC（日语：ウィークネスヒーロー トラウマン）（莉莉）
- 此花2 ～無法傳達的鎮魂曲～（風間壬和子）
- Thread Colors ～再見的另一面～（日语：Thread Colors〜さよならの向こう側〜）（桂城寧子）
- 虹色的青春（屋代鶇、藤森裕子）
- 烤雞肉串娘 ～SUGO手腕繁盛記～（日语：やきとり娘〜スゴ腕繁盛記〜）（貴子）

2003年
- 光明騎士4（日语：グローランサーIV）（席德妮）
- 此花3 ～在虛偽的暗影之下～（風間壬和子）

2004年
- 吸血鬼驚魂（日语：ヴァンパイアパニック）（瑪莉）
- 格鬥天王 極限衝擊（日语：KOF MAXIMUM IMPACT）（蓮欣·利維爾（日语：リアン・ネヴィル））
- 召喚夜響曲 鑄劍物語2（亞諾、琳麗）
- 星艦水手（日语：ふらせら）（柯尼卡）
- 鼻毛真拳 爆鬥恥毛大戰（日语：ボボボーボ・ボーボボ 爆闘ハジケ大戦）（田波）
- 電車GO！FINAL（小鐵）

2005年
- Another Century's Episode（AI）
- Simple角色2000系列 Vol.92 THE 詛咒遊戲（日语：THE 呪いのゲーム）（佐緒里的同僚）
- 鼻毛真拳 脫離!! 恥毛皇室（日语：ボボボーボ・ボーボボ 脱出!!ハジケ・ロワイアル）（田波）

2006年
- 格鬥天王 極限衝擊2（蓮欣·利維爾）
- 戰國無雙2 Empires（新武將〈淑女〉）

2007年
- 格鬥天王 極限衝擊 REGULATION "A"（蓮欣·利維爾）
- 聖鬥士星矢 冥王黑帝斯十二宮篇（日语：聖闘士星矢 冥王ハーデス編）（天鷹座魔鈴）

2008年
- 卡拉OK歡樂之音 Wii（日语：カラオケJOYSOUND Wii）（八度老師）

2009年
- Another Time Another Leaf 鏡中的偵探（日语：Another Time Another Leaf 鏡の中の探偵）（黑谷桃子）

2011年
- 聖闘士星矢戰記（日语：聖闘士星矢戦記）（天鷹座魔鈴）

2012年
- 英雄傳說 零之軌跡 Evolution（滴·馬克萊因[4]）

2013年
- 聖鬥士星矢 英勇鬥士（日语：聖闘士星矢 ブレイブ・ソルジャーズ）（天鷹座魔鈴）

2015年
- 聖鬥士星矢 鬥士之魂（天鷹座魔鈴）

2020年
- 英雄傳說 創之軌跡（滴·馬克萊因[5]）

### 廣播劇CD
- 英雄傳說 零之軌跡 廣播劇CD（滴·馬克萊因）
  - 第一章 ～神狼們的午後～
- 廣播劇CD 召喚夜響曲 那一天的碎片（大天使費爾尼爾）
- 心跳ON AIR3（茜）
- 新感覺劇場 Future Girls（諾納）

### 電視節目
- 牙狼〈GARO〉（三神官凱爾的聲音）
- 發現！99（日语：ディスカバ!99）（節目助理〈露面演出〉）
- TEAM（日语：TEAM (テレビドラマ)）（主播〈露面演出〉）

### 旁白
- 店[6]
- WIDE！SCRAMBLE（日语：ワイド!スクランブル）（單元旁白、旁白）
- 秘湯 名湯之旅[6]

### 其它
- 東京車展（SECOM展台）
- World PC Expo（IBM展台主持人）
- C-TECH（日语：シーテック）（三菱電機展台主持人）
- HONEYCE Girls主持人（涉谷109特設舞台）

## 外部連結
- 青二Production公式官網的聲優簡介 （日語）
- 青二Production的公開詳細資料PDF （日語）
- 井上富美子的X（前Twitter） （日語）